# التخصصات الفرعية لعلم الآثار
تتميز التخصصات الفرعية في علم الآثار عادةً بالتركيز على طريقة محددة أو نوع معين من المواد أو الفئات الجغرافية أو الزمنية أو الموضوعية الأخرى. يتميز علم الآثار، بوجه خاص، بالتواجد في أبحاث متعددة التخصصات نظرًا للطبيعة المتعددة التخصصات والجغرافية للمجال بشكل عام. حيث إن التجربة الإنسانية المعاشة واسعة ومتنوعة، فإن إعادة بناء أساليب الحياة وعواقبها تتطلب حل المشكلات من زوايا متعددة. بشكل عام، يبدأ علماء الآثار أبحاثهم من المعروف بالفعل ويعملون بشكل عكسي.

## التخصصات الفرعية الأخرى
فيما يلي قائمة بالتخصصات الفرعية الأخرى. بعض هذه المجالات ليست مجالات دراسية في حد ذاتها، وهي مجرد طرق يمكن استخدامها في المشاريع الأكبر. وتشمل هذه القائمة غير الشاملة ما يلي:
- النقوش.
- علم الآثار الشرعي - تطبيق التقنيات الأثرية على التحقيقات الجنائية. وقد أصبحت بارزة بشكل خاص في التحقيق في عمليات القتل الجماعي المرتبطة بجرائم الحرب.
- علم الغاربولوجي.
- دراسات المتحف - عرض وتفسير بقايا الماضي للجمهور.
- علم الآثار – دراسة الحرب ووسائل الحرب من منظور أثري.
- علم الجيوفيزياء الأثرية يُعنى بتطبيق المبادئ والتقنيات الجيوفيزيائية غير التدميرية للكشف عن المواقع الأثرية المدفونة وتحليلها دون الحاجة إلى الحفر التقليدي.
- علم آثار المستوطنات - "دراسة البنية الداخلية والترتيب والتوزيع والعلاقات في المستوطنات القديمة في سياق بيئتها البيئية وموقعها الطبيعي."

يستفيد تحليل ما بعد التنقيب والحفاظ على التراث أيضًا من مجموعة واسعة من التقنيات الإضافية.